# ホセ・マヌエル・ガルシア＝マルガーリョ
ホセ・マヌエル・ガルシア＝マルガーリョ・イ・マルフィル（José Manuel García-Margallo y Marfil, 1944年12月22日 - ）は、スペイン・マドリード出身の政治家。国民党(PP)所属。2011年からマリアーノ・ラホイ政権で外務・協力大臣を務めている。

## 経歴
1944年にマドリードに生まれ、1960年に君主制主義者の青年組織に加入した。1965年にビルバオのデウスト大学で法学の学士号を得て、税務調査官として働いた後に、1972年にアメリカ合衆国のハーバード大学で法学の修士号を得た。フランコ独裁時代、ガルシア＝マルガーリョの家族はフランコの支援に積極的だった。若いガルシア＝マルガーリョは家族の影響を受け、他の多くの極右支持者のように、中道右派の思想を持つようになった。
フランシスコ・フランコ死去後の1976年、右派または中道右派政党である国民党（現在の国民党とは無関係）の創設メンバーのひとりとなった。1977年の総選挙で、国民党は他政党と民主中道連合(UCD)を形成し、民政移管期のスペインで初の総選挙に臨んだ。この総選挙で、ガルシア＝マルガーリョは定数1のメリリャ選挙区からスペイン国会下院議員に選出された。1979年の総選挙でも再選されたが、1982年の総選挙では社会労働党(PSOE)から出馬した候補に議席を明け渡した。1982年まで政権を担った民主中道連合が1983年に分裂・解散すると、ガルシア＝マルガーリョは国民民主党(PDP)に加わり、1986年の総選挙ではバレンシア県選挙区から当選した。1989年には現在の国民党(PP)が創設され、国民民主党は国民党に吸収されている。1989年、1993年にも下院議員に再選され、欧州議会議員に選出された1994年に下院議員を辞した。
1994年には国民党選出の欧州議会議員となり、1999年、2004年、2009年にも再選を果たした。国民党は欧州人民党に所属し、ガルシア＝マルガーリョは欧州議会の経済・通貨問題委員会の副委員長を務めた。また、国際貿易委員会にも所属し、また中央アメリカの国々との関係のための代表団で副団長を務めた。4期目の任期中、外務大臣に就任するために欧州議会議員を辞任した。2011年の総選挙では国民党が社会労働党から政権を奪い返し、2011年12月22日、マリアーノ・ラホイ内閣の外務・協力大臣に就任した。

## 政策
国民党(PP)は自身が中道右派の組織であると主張しているが、ガルシア＝マルガーリョはその政治思想が右派に傾きすぎているとして国内外で批判されることがある。
ジブラルタルの批判を行ってしばしば物議を醸している。2015年2月にはジブラルタルにあるセルバンテス文化センターの閉鎖を命じ、イベリア半島にありながらイギリスの海外領土で英語が公用語のジブラルタル住民に対して、「スペイン語を話さないのはサルだけだ」と発言した。